# 2011年歐洲青少年歌唱大賽
2011年歐洲青少年歌唱大賽是第九屆年度舉行的歐洲青少年歌唱大賽。本屆大賽由歐洲廣播聯盟（EBU）和亞美尼亞公共電視（ARMTV / AMPTV）於2011年12月3日在亞美尼亞葉里溫的凱倫·德米徹恩體育和音樂會綜合大樓中舉行，這是歐洲青少年歌唱大賽史上第一次由前一年的獲勝國主辦的大賽。ARMTV是本屆大賽的主要組織者，EBU提供了由參與國的參賽費提供的財政援助，並有瑞典公司HD Resources協助製作技術。
本屆大賽一共有13國參加，保加利亞回鍋參賽，塞爾維亞和馬爾他暫時撤賽。本屆大賽是由全女子五人組糖果樂團以她們的歌曲〈糖果音樂〉為喬治亞抱回第二勝，其中成員安娜·汗查連（Ana Khanchalyan）是大賽歷史上最年長的獲勝者（15歲6個月又15天，因之後選手年齡限制收緊而無人能打破）。

## 舉辦地點

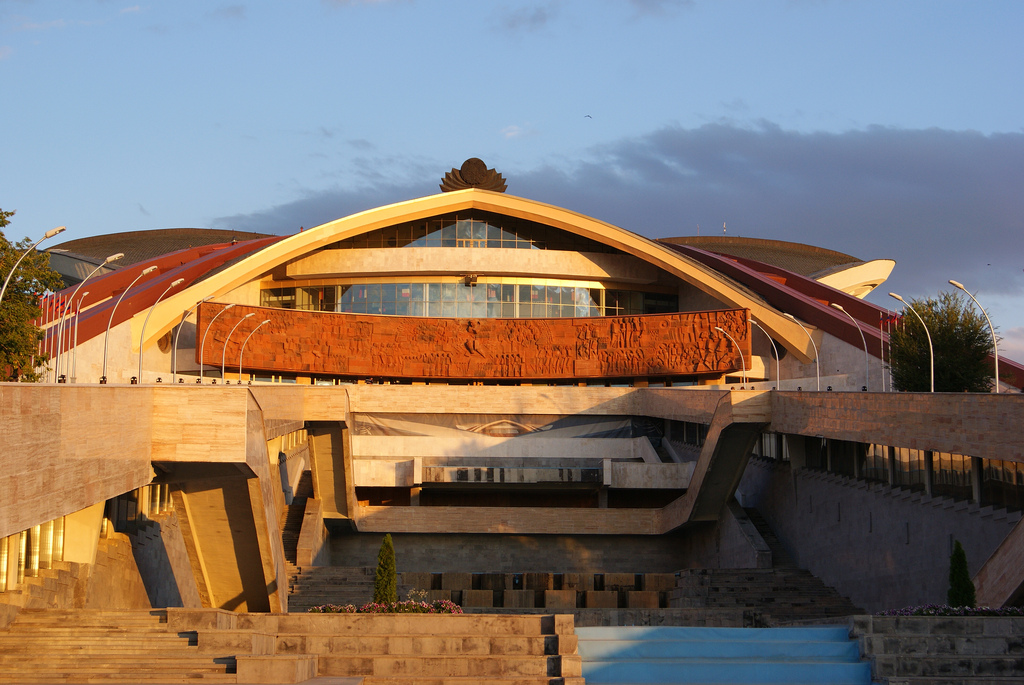
凱倫·德米徹恩體育和音樂會綜合大樓是本屆大賽的舉辦場地。

2011年1月18日，ARMTV和EBU宣布2011年歐洲青少年歌唱大賽將在葉里溫的凱倫·德米徹恩體育和音樂會綜合大樓中舉行。該大樓由兩個主要大廳組成：音樂廳和、體育館以及大型門廳、會議廳Hayastan和指定用於外交會議、展覽和其他活動的Argishti廳。

## 製作與賽制

### 主持人
2011年11月15日，EBU宣布大賽主持人將由亞美尼亞歐洲青少年歌唱大賽的常備評論員、記者兼電視主持人高哈爾·加斯帕良以及詞曲作者兼主持人的阿維特·巴西格揚擔任。

### 設計概念和Logo
ARMTV在2011年5月宣布舉辦大賽Logo的設計比賽，僅限兒童投稿並於6月公布結果，然而最終Logo是由ARMTV、EBU和白俄羅斯的Anton Baranov工作室的專業團隊設計的，該工作室也設計過前年大賽的Logo。 該Logo以EQ均衡器的音量條為構想，其山形的排列代表著著名的亞拉拉特山。
本屆大賽的圖像設計則由來自冰島的古德蒙德·奧爾·卡拉松擔任，他曾擔任冰島兒童節目《懶人小鎮》的人偶設計師，同時也是2010年欧洲歌唱大赛的攝影師。本屆大賽的「明信片」影片則是由卡拉松和亞瑟·瓦爾丹揚（Arthur Vardanyan）合作指導拍攝。
這個Logo充滿了活力、年輕和俏皮。「達到巔峰」的口號切實體現了參賽者們的野心，並希望能激勵年輕一代的亞美尼亞人也能這麼做。
 — 西茨·巴克（Sietse Bakker）， 時任歐洲青少年歌唱大賽執行主管

### 規則變更
投票規則自本屆大賽開始，從觀眾在第一首歌開始就可以投票，改回2003至2005年實施的、只有到最後一首歌表演結束後才能開始投票。也因為參賽國數量少，各國唱票員也回到了2003至2004年實施的、所有分數都由唱票員公布。

### 開幕式與幕間式表演
本屆大賽的開幕式為融合亞美尼亞傳統特色的踢踏舞表演。幕間式則有2006年歐洲青少年歌唱大賽瑞典代表莫莉·桑登演唱〈Spread a Little Light〉。
在投票完的計票空檔期間，主持人先行預告了下屆大賽將再次在荷蘭舉行，接著先有在2008年歐洲歌唱大賽上為亞美尼亞刷新佳績的西魯紹演唱她的參賽歌曲〈來吧，來吧〉，後有前年的冠軍弗拉基米爾·阿爾祖曼揚演唱他的奪冠歌曲〈媽媽〉。兩人的歌曲都有進行過重混音和編曲過。

## 參賽國家

參加本屆大賽的國家標記為綠色，之前參賽過但沒參加本屆大賽的國家標記為黃色。

2011年7月15日，EBU宣布將有12個國家參加即將舉行的大賽，但隨著部分國家的退出和回心轉意，包括保加利亞在8月15日宣布回鍋參賽、以及原本要撤賽的拉脫維亞在9月9日推出代表參賽。最終一共有13個國家參賽。
我們渴望與AMPTV一起舉辦迄今為止歐洲最酷的歐洲青少年歌唱大賽。大賽在亞美尼亞非常受歡迎，他們紮實的投標讓我們相信他們有能力舉辦一場精彩的表演。
 — 西茨·巴克， 時任歐洲青少年歌唱大賽執行主管

### 重返賽場選手
儘管歐洲青少年歌唱大賽的規則不允許前選手再次參賽，EBU還是給了在2009年代表俄羅斯參賽過的葉卡捷琳娜·里亞博娃（在本屆大賽的參賽名為卡佳·里亞博娃）頒發了特別許可，這是大賽第一次有前選手重返賽場的案例。根據大賽執行主管西茨·巴克的說法，EBU也可能從2012年開始完全放棄這一規則。值得注意的是，里亞博娃在2010年時就有報名參加國家選拔賽，但根據當時大賽的規則而被取消資格。

### 參賽者和結果
以下參賽歌手/團體以及歌曲的中文名稱皆非官方中譯。
| 順序 | 國家            | 參賽歌手                                                  | 歌曲                                        | 語言             | 得分 | 排名 |
| ---- | --------------- | --------------------------------------------------------- | ------------------------------------------- | ---------------- | ---- | ---- |
| 1    | 俄羅斯          | 卡佳·里亞博娃 Katya Ryabova / Катя Рябова                 | 〈羅密歐與茱麗葉〉 〈Romeo and Juliet〉     | 俄语             | 99   | 4    |
| 2    | 拉脫維亞        | 亞曼達·巴什馬科娃 Amanda Bašmakova                        | 〈幻月〉 〈Moondog〉                        | 拉脱维亚语       | 31   | 13   |
| 3    | 摩爾多瓦        | 列麗卡 Lerika                                             | 〈不、不〉 〈No, No〉                       | 羅馬尼亞語、英語 | 78   | 6    |
| 4    | 亞美尼亞        | 達麗塔 Dalita / Դալիթա                                    | 〈歡迎來到亞美尼亞〉 〈Welcome to Armenia〉 | 亚美尼亚语、英語 | 85   | 5    |
| 5    | 保加利亞        | 伊凡·伊萬諾夫 Ivan Ivanov / Иван Иванов                   | 〈超級英雄〉 〈Superhero〉                  | 保加利亞語       | 60   | 8    |
| 6    | 立陶宛          | 保琳娜·斯克拉比特 Paulina Skrabytė                        | 〈雲朵〉 〈〉                               | 立陶宛语         | 53   | 10   |
| 7    | 烏克蘭          | 克莉絲托 Kristall                                         | 〈歐洲〉 〈〉()                             | 乌克兰语、英語   | 42   | 11   |
| 8    | F. Y. R. 馬其頓 | 多利安·德拉卡 Dorijan Dlaka / Доријан Длака               | 〈我以這件燕尾服發誓〉 〈〉()               | 马其顿语         | 31   | 12   |
| 9    | 荷蘭            | 瑞秋 Rachel                                               | 〈青少年〉 〈Teenager〉                     | 荷蘭語           | 103  | 2    |
| 10   | 白俄羅斯        | 莉迪亞·扎布洛茨卡婭 Lidiya Zablotskaya / Лідзія Заблоцкая | 〈善良的天使〉 〈〉()                       | 俄語             | 99   | 3    |
| 11   | 瑞典            | 艾瑞克·拉普 Erik Rapp                                     | 〈墜落〉 〈〉                               | 瑞典語           | 57   | 9    |
| 12   | 喬治亞          | 糖果樂團 Candy                                            | 〈糖果音樂〉 〈Candy Music〉                | 喬治亞語         | 108  | 1    |
| 13   | 比利時          | 范可 Femke                                                | 〈再親一次〉 〈〉                           | 荷蘭語           | 64   | 7    |

## 得分板
各國均使用評審團給分與觀眾投票各半系統來決定他們的前十名歌曲，並從名次低到高將分別給予1–8分、10分和12分。
|        |                 | 總分 | 大賽官方 | 俄羅斯 | 拉脫維亞 | 摩爾多瓦 | 亞美尼亞 | 保加利亞 | 立陶宛 | 烏克蘭 | F. Y. R. 馬其頓 | 荷蘭 | 白俄羅斯 | 瑞典 | 喬治亞 | 比利時 |
| ------ | --------------- | ---- | -------- | ------ | -------- | -------- | -------- | -------- | ------ | ------ | --------------- | ---- | -------- | ---- | ------ | ------ |
| 參賽國 | 俄羅斯          | 99   | 12       |        | 10       |          | 10       | 12       | 10     | 8      |                 | 7    | 7        | 12   | 1      | 10     |
| 參賽國 | 拉脫維亞        | 31   | 12       |        |          | 2        |          |          | 7      | 1      | 8               |      |          |      |        | 1      |
| 參賽國 | 摩爾多瓦        | 78   | 12       | 6      | 4        |          | 6        | 10       | 2      | 7      | 6               | 4    | 8        | 4    | 4      | 5      |
| 參賽國 | 亞美尼亞        | 85   | 12       | 8      | 1        | 7        |          | 5        |        | 10     | 7               | 5    | 5        | 8    | 10     | 7      |
| 參賽國 | 保加利亞        | 60   | 12       | 2      | 2        | 4        | 1        |          |        | 3      | 12              | 3    | 6        | 5    | 6      | 4      |
| 參賽國 | 立陶宛          | 53   | 12       |        | 6        | 6        | 2        |          |        |        | 10              |      | 4        | 1    | 12     |        |
| 參賽國 | 烏克蘭          | 42   | 12       | 5      |          | 1        | 5        | 1        | 1      |        | 1               | 2    | 2        | 2    | 7      | 3      |
| 參賽國 | F. Y. R. 馬其頓 | 31   | 12       | 1      |          | 5        |          | 2        | 4      |        |                 | 1    | 3        |      | 3      |        |
| 參賽國 | 荷蘭            | 103  | 12       | 7      | 12       | 10       | 7        | 8        | 6      | 5      | 2               |      | 10       | 10   | 2      | 12     |
| 參賽國 | 白俄羅斯        | 99   | 12       | 12     | 7        | 12       | 8        | 4        | 8      | 12     | 3               | 8    |          | 3    | 8      | 2      |
| 參賽國 | 瑞典            | 57   | 12       | 4      | 8        | 3        | 4        | 3        | 5      | 4      |                 | 6    |          |      |        | 8      |
| 參賽國 | 喬治亞          | 108  | 12       | 10     | 3        | 8        | 12       | 6        | 12     | 6      | 5               | 10   | 12       | 6    |        | 6      |
| 參賽國 | 比利時          | 64   | 12       | 3      | 5        |          | 3        | 7        | 3      | 2      | 4               | 12   | 1        | 7    | 5      |        |

### 12分
下列為各國除了大賽官方以外得到他國投票的12分整理，大賽官方在一開始都給所有參賽國12分來避免拿0分的情況。本次大賽官方給的12分是由人在澳洲的官方代表唱票員宣布的。
| 次數 | 得分國   | 給出12分的國家               |
| ---- | -------- | ---------------------------- |
| 3    | 喬治亞   | 亞美尼亞、 白俄羅斯、 立陶宛 |
| 3    | 白俄羅斯 | 摩爾多瓦、 俄羅斯、 烏克蘭   |
| 2    | 俄羅斯   | 保加利亞、 瑞典              |
| 2    | 荷蘭     | 比利時、 拉脫維亞            |
| 1    | 保加利亞 | F. Y. R. 馬其頓              |
| 1    | 比利時   | 荷蘭                         |
| 1    | 立陶宛   | 喬治亞                       |

## 其他國家
要讓一個國家有資格參加歐洲青少年歌唱大賽，該國就必須要有廣播公司是EBU的正式會員。以下是有EBU正式會員的國家以及他們不參賽的理由：
- 義大利 – EBU曾與義大利商談參賽事宜，但最終因時間不足而沒有參賽。[18][19]義大利會在2014年首次參賽。
- 馬爾他 – 2011年7月16日，馬爾他公共廣播公司（英语：Public Broadcasting Services）（PBS）決定退出歐洲青少年歌唱大賽，其原因不明。馬爾他會在2013年回歸參賽。
- 聖馬利諾 – 聖馬利諾原本是最初確定參賽12國之一，但在保加利亞和拉脫維亞確定參賽後的10月7日，聖馬利諾宣布他們因為找不到合適的參賽人選而決定撤賽，並希望下一年再試試看。[20]聖馬利諾會在2013年首次參賽。
- 塞爾維亞 – 塞爾維亞廣播電視台（RTS）於2011年6月5日宣布塞爾維亞將退出2011年的大賽。RTS的公關兼歐洲青少年歌唱大賽的常備評論員杜絲卡·武契尼奇-盧契奇（英语：Duška Vučinić-Lučić）與塞爾維亞代表團團長德拉戈柳布·伊利奇（Dragoljub Ilić）認為其中的原因之一和財務有關，並表示歐洲青少年歌唱大賽的參加費沒比成人版大賽便宜多少。[21]塞爾維亞會在2014年回歸參賽。
- 西班牙 – EBU曾與西班牙商談重新參賽事宜，但最終因時間不足而沒有參賽。[19]西班牙上次參賽是在2006年的時候，並會在2019年回歸參賽。

## 轉播
| 國家     | 廣播公司    | 評論員                                                                       | 參考資料 |
| -------- | ----------- | ---------------------------------------------------------------------------- | -------- |
| 亞美尼亞 | Armenia 1   | 阿爾塔克·萬達尼安（Artak Vandanyan）和瑪麗安娜·賈維金（Marianna Javakhyan）  |          |
| 白俄羅斯 | Belarus 1   | 丹尼斯·庫里安                                                                |          |
| 比利时   | Eén         | 克莉絲汀·瑪斯（Kristien Maes）和湯姆·德·科克                                 |          |
| 保加利亚 | BNT 1       | 艾琳娜·羅斯伯格（Elena Rosberg）和格奧爾基·庫什瓦利耶夫（Georgi Kushvaliev） |          |
|          | GPB         | 提莫·克維爾克維利亞（Temo Kvirkvelia）                                       |          |
| 拉脫維亞 | LTV         | 馬庫斯·里瓦                                                                  |          |
| 立陶宛   | LRT         | 大流士·烏茲庫拉提斯（Darius Uzkuraitis）                                     |          |
| 北馬其頓 | MTV 1       | 伊麗莎貝塔·塞博娃（Elizabeta Cebova）                                        |          |
| 摩尔多瓦 | TRM         | 魯薩琳娜·魯蘇（Rusalina Rusu）                                               |          |
| 荷蘭     | Nederland 3 | 馬塞爾·奎爾（Marcel Kuijer）                                                 |          |
| 俄羅斯   | Russia-1    | 奧爾嘉·謝列斯特                                                              |          |
| 瑞典     | SVT B       | 愛德華·奧夫席倫和伊爾瓦·海倫（Ylva Hällen）                                  |          |
| 乌克兰   | NTU         | 蒂穆爾·米羅什尼琴科                                                          | [ 22 ]   |

| 國家 | 廣播公司                                    | 評論員 | 參考資料 |
| ---- | ------------------------------------------- | ------ | -------- |
|      | SBS One（2011年12月26日和2012年4月9日播出） | 未知   | [ 23 ]   |
|      | BHRT（延後播出）                            | 未知   | [ 24 ]   |

## 官方專輯
《Junior Eurovision Song Contest Yerevan 2011》是由EBU統籌、由环球音乐集团於2011年11月25日發行的大賽官方合輯。此合輯收錄本屆13國的參賽歌曲和其伴唱版本。

## 註記和參考資料

### 註記
1. ↑  兩首歌曲以99分並列第三高分，另外兩首以31分並列最低分，但官方記分板將白俄羅斯排名第三、俄羅斯排名第四、F. Y. R. 馬其頓排名第十二、拉脫維亞排名第十三。這是因為打破平局規則造成的：在同分的情況下，從最多國家獲得分數的歌曲排名較高。
2. ↑  包含少數幾句英語歌詞。
3. ↑  包含一句重複的英語歌詞。

## 外部連結
- 官方网站